# Sabas (Mönch)

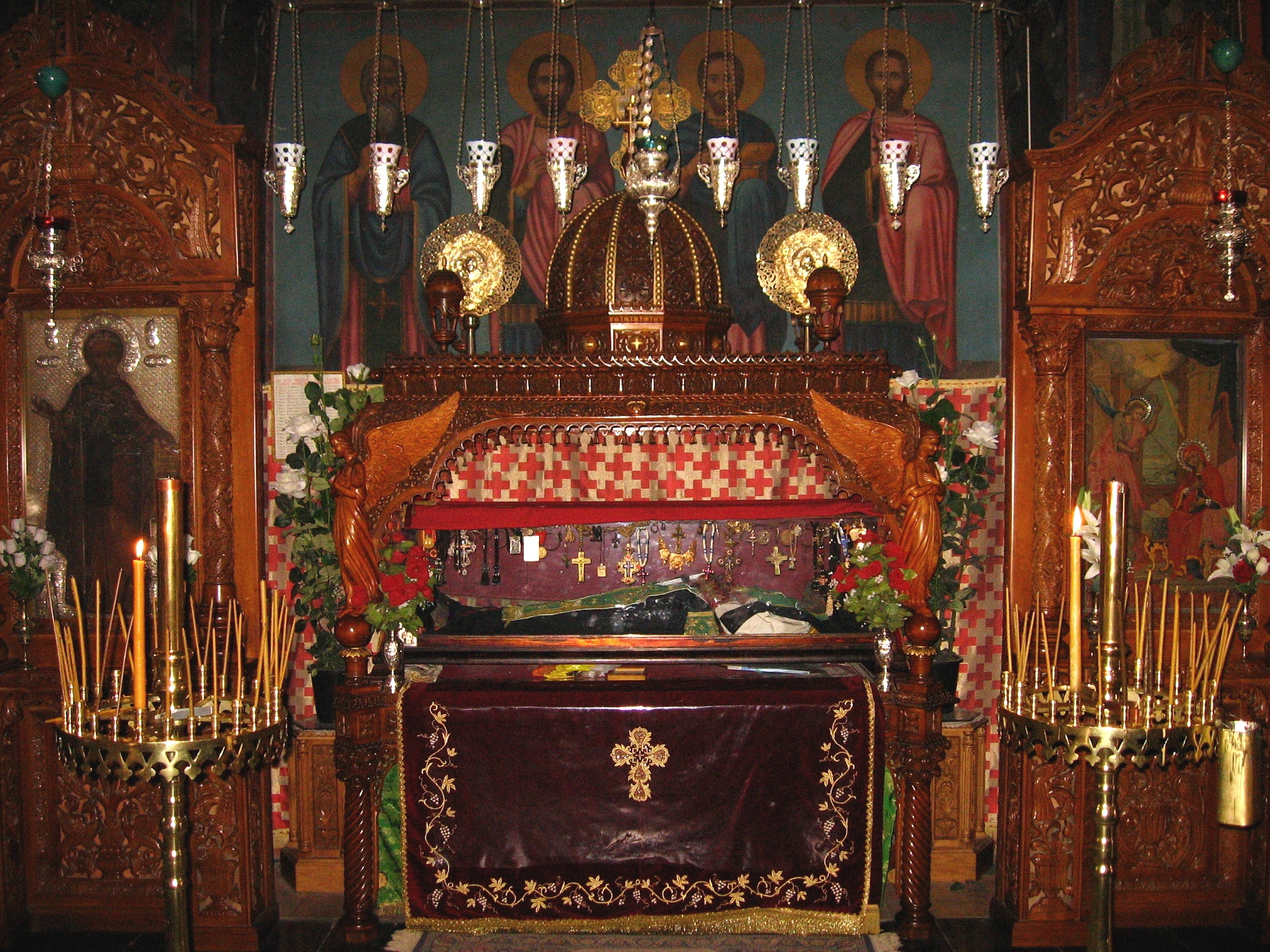
Die Reliquien des heiligen Sabas in der Abteikirche des Klosters Mar Saba (=St. Sabas) im heutigen Westjordanland.

Sabas (auch Sabbas, * 439 in Mutalaska nahe Cäsarea in Kappadokien; † 5. Dezember 532 in Mar Saba) war ein Mönch und Einsiedler. 
Im Alter von acht Jahren ging er ins heimatliche Kloster Flavianae. Mit achtzehn wurde er Mönch in Jerusalem, wo er Schüler des Asketen Euthymius des Großen wurde. 

## Leben
Sabas wurde im Jahre 439 in Mutalaska geboren.
Seit 469 lebte er als Einsiedler. 473 suchte er Gerasimos am Jordan auf. Danach hauste er in der Wüste Ruba und Kutila. Seit 478 lebte er in einer Höhle im Kidrontal (arab.: Wadi en Nar, Feuerfluss), um die herum sich eine Anachoretensiedlung bildete. Bei den Anhängern handelte es sich wohl vor allem um unzufriedene Mönche aus dem Kloster des Euthymius von Melitene, die die dortige Zuwendung zum Koinobitentum ablehnten.
483 gründete er das älteste heute noch bewohnte Kloster Palästinas, das als Mar Saba (St. Sabas) bekannt wurde. Später gründete er das Kloster Kastellion, das etwas weiter nordöstlich gelegen ist. Zahlreiche weitere koinobitische Neugründungen in Palästina sowie die Umwandlung älterer Lauren in Coenobien nahm er vor. Darüber hinaus geht die stärkere Zuwendung des Mönchtums zum städtischen Leben auf ihn zurück: Er veranlasste die Gründung einer monastischen Herberge in Jericho sowie vierer weiterer in Jerusalem an. Dort wurden auch nicht-mönchische Pilger und Kranke aufgenommen, so dass sie zu den frühen Formen des christlichen Hospitalwesens zählten.
Der Patriarch von Jerusalem Salustus spendete ihm 491 die Priesterweihe und ernannte ihn 494 zum Archimandriten (Erzabt) aller Klöster in Palästina.
Als eifriger Gegner der Monophysiten und der Anhänger von Origenes war Sabas bemüht, die römischen Kaiser für den Kampf gegen diese zu gewinnen. Hierzu wandte er sich 511 persönlich an Kaiser Anastasius sowie später 531 an Kaiser Justinian I. Bei der letzten, persönlichen Reise nach Konstantinopel erreichte Sabas außerdem umfangreiche finanzielle Unterstützungen für das Mönchtum in der Umgebung von Jerusalem.
Nach der Absetzung des Patriarchen Elias von Jerusalem 513 nahmen Sabas und seine Anhänger eine bestimmende Rolle im Patriarchat Jerusalem ein. Anstelle der nominell eingesetzten Patriarchen trafen die Mönche wichtige Entscheidungen und führten Verhandlungen.

## Nachleben
Bekannt geworden ist Sabas' Leben durch die Vita, die sein Schüler Kyrillos von Skythopolis verfasst hat.

## Verehrung und Gedenken
Sein Gedenktag ist der 5. Dezember. Die Basilika San Saba in Rom ist ihm geweiht.
Sabas’ Reliquien wurden im 12. Jahrhundert durch die Kreuzritter entwendet und nach Italien gebracht, wo sie bis 1965 blieben, als Papst von Rom Paul VI. sie dem Kloster Mar Saba als Zeichen des guten Willens gegenüber der orthodoxen Kirche zurückgab. 